# الدوري الألماني الشرقي 1978–79
الدوري الألماني الشرقي 1978–79 هو الموسم 32 من الدوري الألماني الشرقي. أقيم بتاريخ 19 أغسطس 1978، وأشرف على تنظيمه الاتحاد الأوروبي لكرة القدم، وكان عدد الأندية المشاركة فيه 14، وفاز فيه دينامو برلين.